# Volcà del Puig de Mar
El Volcà del Puig de Mar és un volcà situat al municipi de Santa Pau, a la comarca catalana de la Garrotxa.